# دردسر (آلبوم ناتالیا کیلز)
دردسر (به انگلیسی: Trouble) دومین و آخرین آلبوم استودیویی انفرادی از خوانندهٔ انگلیسی تدی سینکلر می‌باشد که تحت نام ناتالیا کیلز منتشر شده‌است. این آلبوم در ۳ سپتامبر سال ۲۰۱۳ توسط چری‌تری رکوردز از سوی ویل.آی.ام موزیک گروپ و اینترسکوپ منتشر گردید.